# Kargil-háború
A Kargil-háború egy 1999-ben lezajlott konfliktus volt India és Pakisztán között, a vitatott Dzsammu és Kasmír birtoklásáért. A konfliktus kiváltó oka egy határincidens volt, melynek során kasmíri felkelőknek „álcázott” pakisztáni katonák átszivárogtak indiai felségterületre és katonai célpontokat támadtak meg. A konfliktus kezdeti szakaszában a pakisztáni kormány teljes egészében a helyi felkelőkre hárította a felelősséget, de később elismerte a pakisztáni katonák részvételét a harcokban. Az indiai hadsereg és légierő sikeresen megállította a pakisztáni támadást és megtisztította a területet a pakisztáni katonáktól. A nemzetközi közösség nyomására Pakisztán júliusban visszavonta csapatai maradékát is az indiai felségterületről, ezzel helyreállt a status quo ante bellum.

## Előzmények

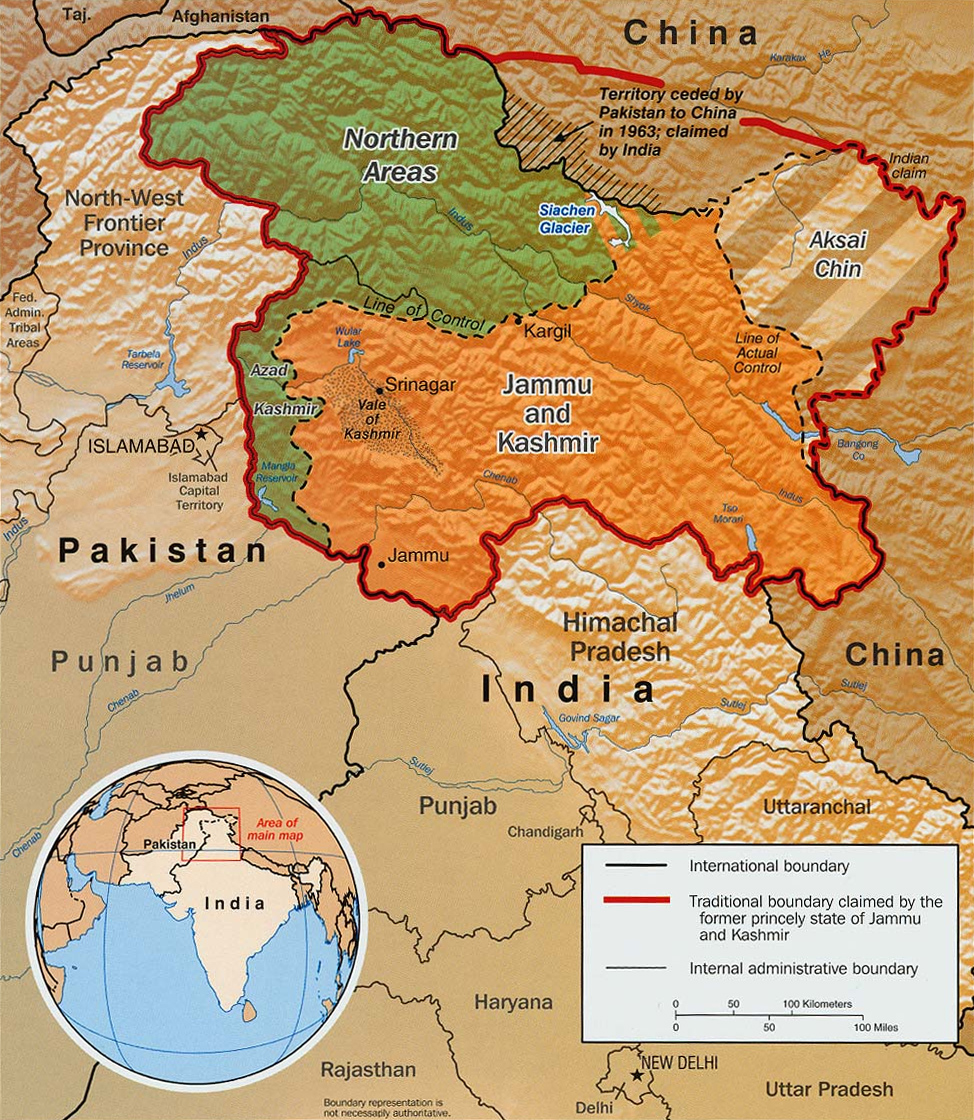
Dzsammu és Kasmír indiai és pakisztáni ellenőrzés alatt álló területei.

Dzsammu és Kasmír India és Pakisztán 1947-es függetlenné válása óta konfliktus tárgyát képezi a két ország közt. A térség hovatartozása miatt tört ki 1947-ben az első indiai-pakisztáni háború, mely egy, az ENSZ közvetítésével elfogadott fegyverszünettel ért véget. Ennek értelmében a régiót egy indiai és egy pakisztáni ellenőrzés alatt álló területre osztották fel, de ezt a rendezést mindkét fél csak ideiglenes állapotnak tekinti. Kasmír hovatartozása miatt 1965-ben és 1971-ben is háború tört ki a két fél között, melyek azonban a status quo helyreállításával végződtek.
Az indiai-pakisztáni konfliktusokkal párhuzamosan, Dzsammu és Kasmír indiai ellenőrzés alatt álló területein is gerillaháború bontakozott ki a helyi, Pakisztán által támogatott felkelő fegyveresek és az indiai hadsereg között (a felkelés tartósságának oka a helyi lakosság nagy arányú támogatása is, mely többségében muszlim vallásúként, előnyben részesítené a pakisztáni uralmat). A Kargil-háború idején a pakisztáni hadvezetés elsősorban a helyi gerilla csapatokra alapozva indította meg hadműveletét Kasmír ellen.
1998 - 1999 telén a pakisztáni hadvezetés - felkelőknek álcázva - pakisztáni különleges műveleti katonákat küldött Kasmír indiai ellenőrzés alatt álló területeire. A Badr fedőnévvel ellátott hadművelet célja a Kasmír és Ladak közti összeköttetés biztosítása és a - stratégiai elhelyezkedésű - Siachen gleccser visszafoglalása lett volna, melyet 1984-ben foglalt el az indiai hadsereg, a Meghdoot hadművelet keretében. Másrészt a pakisztáni politikai vezetés abban reménykedett, hogy bármilyen incidens a térségben nemzetközi problémává teszi a kasmíri kérdést, ezáltal kierőszakolva a határ-probléma mielőbbi rendezését.
1999 februárjában a pakisztáni hadsereg megerősítette katonai bázisait a Himalája-hegységben, de ugyanakkor kisebb bázisokat állítottak fel az indiai oldalon is. Az indiai hadvezetés először májusban fedezte fel a pakisztáni bázisok létét, mikor is - helyi pásztorok jelentése alapján - egy katonai alakulat rajtaütést hajtott végre az egyik pakisztáni táboron. Az esetet követően az indiai kormány elrendelte 200 000 katona mozgósítását és Kasmírba küldését.

## A háború

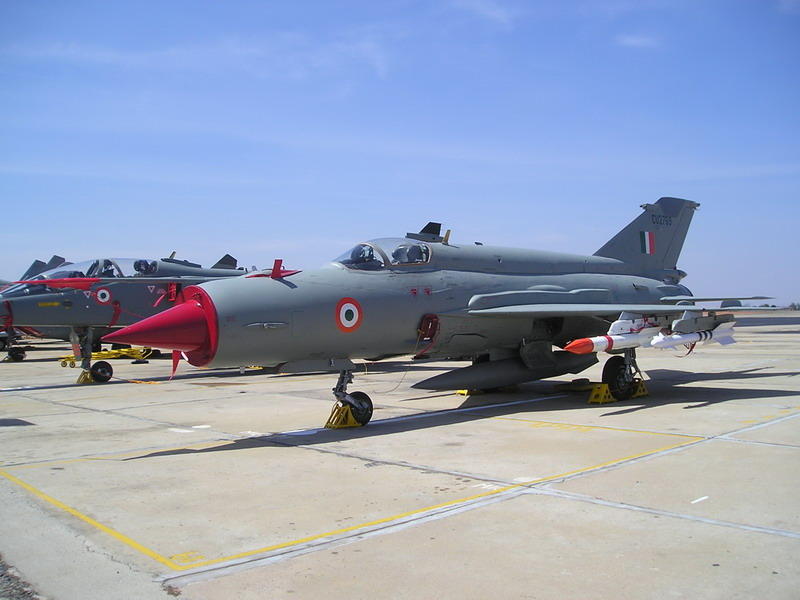
Az indiai szárazföldi csapatoknak MiG–21 vadászrepülők nyújtottak légitámogatást.

A terep nehezen járhatósága miatt, az indiai kormány a mozgósítottak közül csak egy 30 000 főnyi haderőt juttatott el a konfliktus övezetbe. A szárazföldi csapatok támogatására az indiai légierő Safed Sagar fedőnévvel indított hadműveletet, de az indiai repülők hatékonysága korlátozott volt a hadszíntér jelentős tengerszint feletti magassága és a rossz időjárási körülmények miatt.
Az indiai katonák helyzetét tovább nehezítette - a hadszíntér nehezen járhatósága mellett - a pakisztáni katonák jó felszereltsége, akik kézi lőfegyverek és gránátvetők mellett aknavetőkkel, tüzérséggel és légvédelmi fegyverekkel is rendelkeztek (ez utóbbi akkor vált nyilvánvalóvá, mikor a harcok során lelőttek egy indiai vadászrepülőt és egy katonai helikoptert). Emellett pakisztáni felségterületről is érte tüzérségi támadás az indiai állásokat.
Az indiai hadsereg első támadását Kargil város irányába indította, mely a Kasmírt India belső területeivel összekötő egyetlen főútvonal mentén feküdt, így ellenőrzése kulcsfontosságú volt mindkét fél számára. Június közepére az indiai csapatok visszafoglalták a Kargilt körülvevő hegycsúcsok többségét, de súlyos veszteségeket szenvedtek.
A főútvonal biztosítását követően, az indiai csapatok megkezdték a pakisztáni fegyveresek ellenállásának felszámolását és visszaszorítását a pakisztáni felségterületre. A pakisztáni csapatok a tololingi csatában súlyos vereséget szenvedtek, majd kénytelenek voltak feladni az 5140 m magas "Tigris dombot" is, mely legfőbb bázisukat képezte a háború folyamán. A sikeres indiai hadműveletben kulcsfontosságú szerepet játszott az indiai nehéztüzérség, mely állandó tűz alatt tartotta a felderített pakisztáni állásokat, melyeket ezt követően az indiai csapatok frontálisan megrohamoztak (rendszerint a sötétség leple alatt, mert a magaslatokat uraló pakisztáni katonák nappal bármilyen ellenséges mozgást kitűnően észleltek volna). Habár a súlyos veszteségeket okozó frontális rohamok elkerülhetőek lettek volna a hegycsúcsok blokád alá vonásával és a Pakisztánon keresztül vezető utánpótlási vonalak állandó bombázásával, az  indiai hadvezetés nem volt hajlandó bevállalni egy, a két ország közötti totális háború kitörését.
A konfliktus kitörését követően a pakisztáni kormány - a CIA jelentése szerint - nukleáris fegyvereket szállíttatott az indiai határ közelébe, felkészülve egy korlátozott nukleáris csapásra India ellen. Bill Clinton amerikai elnök azonban fellépett Pakisztánnal szemben és követelte, hogy Pakisztán vonja vissza csapatait India területéről. 1999. július 4-én, egy Washingtonban kötött egyezmény keretében, Navaz Sharif pakisztáni miniszterelnök hozzájárult a pakisztáni csapatok kivonásához. Egyes független iszlamista csoportok azonban, Egyesült Dzsihád Tanács néven egységbe tömörülve, folytatták a harcot az indiai csapatok ellen.
Az indiai hadsereg július utolsó hetében indította meg végső támadását a pakisztáni határ térségében még harcoló fegyveres csoportok ellen és július 26-ára a teljes ellenállást sikeresen felszámolta.

## Nemzetközi reakciók
Habár Pakisztán kezdetben tagadta katonáinak részvételét a konfliktusban, sőt a konfliktus kirobbantásával a "kasmíri szabadságharcosokat" vádolta meg, már a kezdetektől nyilvánvalóvá vált a külföldi katonai elemzők számára is, hogy jól felszerelt és jól kiképzett, reguláris pakisztáni katonák harcolnak India ellen. A legfőbb érve az elemzőknek, hogy ilyen tengerszint feletti magasságban végrehajtandó hadműveletekre aligha lehettek volna a helyi lázadók kiképezve. Természetesen akadt néhány kasímiri ellenálló, aki csatlakozott a pakisztáni egységekhez, ám ezek szerepe jelentéktelen volt a háborúban. Ennek függvényében, a nemzetközi közvélemény egyértelműen elítélte a pakisztáni agressziót, a nemzetközi szervezetek közül az Európai Unió és az ASEAN is India mellett állt ki. Bill Clinton amerikai elnök egyenesen a Pakisztán és India közötti béketörekvések felrúgásának minősítette a konfliktust, ugyanakkor elismerésben részesítette az indiai politikai vezetést, amiért visszafogottan reagált és így elkerülte egy totális háború kitörésének lehetőségét. Pakisztán hagyományos szövetségese, Kína semleges állásfoglalást fogalmazott meg, amennyiben a két ország közti határvita békés rendezésének szükségességét fogalmazta meg.

## Következmények
A Kargil háború következtében India és Pakisztán kapcsolata ismét a mélypontra került. India a háború következtében növelte védelmi kiadásait és megkezdte a hadsereg - elsősorban a légierő - modernizációját, valamint megkezdték a katonai hírszerző szolgálat átszervezését, amelyet súlyos presztízsveszteség ért, amiért nem észlelte a pakisztáni beszivárgást indiai felségterületre. Ugyanakkor India a 2000-es évek elején szoros diplomáciai kapcsolatot épített ki az Amerikai Egyesült Államokkal.
Pakisztánt súlyosan érintette a háború elvesztése. A pakisztáni gazdaság a katonai kiadások miatt az összeomlás szélére került, mely politikai instabilitást és a szélsőséges iszlamista mozgalmak megerősödését okozta. 1999. október 12-én Pervez Musharraf tábornok katonai puccsal megbuktatta Navaz Sharif kormányát és saját magát neveztette ki miniszterelnökké, majd később államfővé.